# Кубок Европейской конфедерации волейбола среди женщин 2011/2012
32-й розыгрыш Кубка Европейской конфедерации волейбола (ЕКВ) среди женщин проходил с 29 ноября 2011 по 31 марта 2012 года с участием 36 клубных команд из 21 страны-члена Европейской конфедерации волейбола. Победителем турнира во 2-й раз в своей истории стала итальянская команда «Ямамай» (Бусто-Арсицио).

## Команды-участницы (с 1/16 финала)
| Страна               | Команда                                |
| -------------------- | -------------------------------------- |
| Австрия              | «Линц-Штег» (Линц)                     |
| Австрия              | «СВС Пост» (Швехат)                    |
| Азербайджан          | «Игтисадчи» (Баку)                     |
| Бельгия              | «Астерикс» (Килдрехт)                  |
| Босния и Герцеговина | «Единство» (Брчко)                     |
| Германия             | «Альянц Воллей» (Штутгарт)             |
| Германия             | «Роте-Рабен» (Фильсбибург)             |
| Греция               | АЭК (Афины)                            |
| Греция               | «Олимпиакос» (Пирей)                   |
| Израиль              | «Хаполь Неве-Шаанан» (Хайфа)           |
| Италия               | «Робур Тибони» (Урбино)                |
| Италия               | «Ямамай» (Бусто-Арсицио)               |
| Кипр                 | «Аполлон» (Лимасол)                    |
| Польша               | «БКС Алупроф» (Бельско-Бяла)           |
| Россия               | «Динамо» (Краснодар)                   |
| Россия               | «Уралочка-НТМК» (Свердловская область) |
| Румыния              | «Динамо» (Бухарест)                    |
| Румыния              | «Штиинца» (Бакэу)                      |
| Сербия               | «Визура» (Белград)                     |
| Сербия               | «Раднички» (Белград)                   |
| Словения             | «Нова-КБМ-Браник» (Марибор)            |
| Турция               | «Галатасарай» (Стамбул)                |
| Турция               | «Иллербанкасы» (Анкара)                |
| Украина              | «Химик» (Южное)                        |
| Финляндия            | «Виести» (Сало)                        |
| Франция              | «Истр Уэс Прованс» (Истр)              |
| Франция              | «Канне-Рошвиль» (Ле-Канне)             |
| Хорватия             | «Вуковар» (Вуковар)                    |
| Хорватия             | «Сплит-1700» (Сплит)                   |
| Чехия                | «Кралово Поле» (Брно)                  |
| Швейцария            | «Сагре Невшатель ЮК» (Невшатель)       |
| Швейцария            | «Франш-Монтань» (Сеньлежье)            |

## Система проведения розыгрыша
Со старта в розыгрыше участвовали 32 команды. Во всех стадиях турнира применяется система плей-офф, то есть команды делятся на пары и проводят между собой по два матча с разъездами. Победителем пары выходит команда, одержавшая две победы. В случае равенства побед назначается дополнительный сет (до 15 очков), победивший в котором выходит в следующую стадию розыгрыша.
После четвертьфинала проводится «Челлендж-раунд», в котором участвуют четыре оставшиеся клуба Кубка ЕКВ и четыре команды, выбывшие из Лиги чемпионов после предварительного этапа. Победители «Челлендж-раунда» выходят в полуфинал.

## 1/16 финала
29.11-1.12/ 6-8.12.2011
 «Олимпиакос» (Пирей) —  «Уралочка-НТМК» (Свердловская обл.)
29 ноября. 0:3 (18:25, 18:25, 11:25).
8 декабря. 0:3 (17:25, 10:25, 21:25).
 «Игтисадчи» (Баку) —  «Динамо» (Бухарест)
29 ноября. 3:0 (25:16, 25:21, 25:10).
7 декабря. 3:2 (30:28, 22:25, 19:25, 25:14, 15:11).
 АЭК (Афины) —  «Визура» (Белград)
29 ноября. 3:1 (25:23, 27:29, 25:19, 25:16).
6 декабря. 3:1 (25:11, 25:18, 24:26, 25:21).
 «Франш-Монтань» (Сеньлежье) —  «Робур Тибони» (Урбино)
30 ноября. 1:3 (25:23, 19:25, 16:25, 22:25).
7 декабря. 0:3 (23:25, 21:25, 22:25).
 «Кралово Поле» (Брно) —  «Нова-КБМ-Браник» (Марибор)
30 ноября. 2:3 (25:23, 14:25, 25:18, 18:25, 9:15).
7 декабря. 2:3 (25:13, 25:20, 20:25, 13:25, 8:15).
 «Истр Уэс Прованс» (Истр) —  «Альянц Воллей» (Штутгарт)
30 ноября. 3:1 (25:22, 15:25, 25:20, 25:22).
6 декабря. 1:3 (18:25, 25:17, 17:25, 21:25). «Золотой» сет — 7:15.
 «БКС Алупроф» (Бельско-Бяла) —  «Иллербанкасы» (Анкаа)
30 ноября. 3:0 (25:13, 25:12, 25:18).
7 декабря. 3:2 (19:25, 25:7, 18:25, 25:23, 15:7).
 «Хапоэль Неве-Шаанан» (Хайфа) —  «Астерикс» (Килдрехт)
30 ноября. 0:3 (18:25, 21:25, 15:25).
7 декабря. 0:3 (14:25, 15:25, 12:25).
 «Линц-Штег» (Линц) —  «Штиинца» (Бакэу)
30 ноября. 1:3 (24:26, 23:25, 25:20, 14:25).
7 декабря. 0:3 (11:25, 18:25, 22:25).
 «Единство» (Брчко) —  «СВС Пост» (Швехат)
30 ноября. 0:3 (12:25, 15:25, 14:25).
7 декабря. 1:3 (22:25, 25:23, 13:25, 21:25).
 «Роте-Рабен» (Фильсбибург) —  «Химик» (Южное)
30 ноября. 3:0 (25:19, 25:19, 26:24).
8 декабря. 3:1 (21:25, 25:18, 25:17, 25:23).
 «Виести» (Сало) —  «Вуковар»
1 декабря. 3:0 (25:16, 25:17, 25:21).
8 декабря. 3:0 (25:22, 25:12, 25:20).
 «Ямамай» (Бусто-Арсицио) —  «Канне-Рошвиль» (Ле-Канне)
1 декабря. 3:0 (25:19, 25:16, 25:19).
6 декабря. 3:0 (25:16, 25:11, 25:15).
 «Галатасарай» (Стамбул) —  «Аполлон» (Лимасол)
1 декабря. 3:0 (25:11, 25:14, 25:20).
8 декабря. 3:0 (25:15, 25:14, 25:18).
 «Сагре Невшатель ЮК» (Невшатель) —  «Раднички» (Белград)
1 декабря. 3:1 (23:25, 25:20, 26:24, 27:25).
7 декабря. 3:2 (25:17, 25:21, 11:25, 19:25, 15:12).
 «Сплит-1700» (Сплит) —  «Динамо» (Краснодар)
1 декабря. 1:3 (25:21, 7:25, 14:25, 18:25).
7 декабря. 0:3 (7:25, 13:25, 11:25).

## 1/8 финала
10-12.01/ 17-18.01.2012
 «Робур Тибони» (Урбино) —  «Нова-КБМ-Браник» (Марибор)
10 января. 3:0 (25:17, 25:18, 25:21).
18 января. 3:1 (23:25, 26:24, 25:20, 25:18).
 «Виести» (Сало) —  «Альянц Воллей» (Штутгарт)
11 января. 3:2 (28:26, 20:25, 17:25, 25:23, 15:11).
17 января. 0:3 (18:25, 18:25, 21:25). «Золотой» сет — 7:15.
 «Уралочка-НТМК» (Свердловская обл.) —  «БКС-Алупроф» (Бельско-Бяла)
11 января. 3:0 (25:9, 25:15, 27:25).
18 января. 0:3 (25:27, 24:26, 17:25). «Золотой» сет — 8:15.
 «Ямамай» (Бусто-Арсицио) —  «Игтисадчи» (Баку)
10 января. 3:0 (26:24, 25:17, 27:25).
17 января. 3:2 (25:21, 20:25, 25:19, 18:25, 15:13).
 «Галатасарай» (Стамбул) —  «Астерикс» (Килдрехт)
10 января. 3:0 (25:17, 25:21, 25:23).
17 января. 2:3 (25:23, 14:25, 18:25, 25:18, 11:15). «Золотой» сет — 15:12.
 АЭК (Афины) —  «Сагре Невшатель ЮК» (Невшатель)
11 января. 3:1 (25:23, 23:25, 25:16, 25:19).
17 января. 3:2 (25:16, 24:26, 25:17, 22:25, 15:8).
 «СВС Пост» (Швехат) —  «Штиинца» (Бакэу)
12 января. 3:0 (27:25, 25:22, 25:21).
18 января. 3:0 (25:22, 25:20, 25:9).
 «Роте-Рабен» (Фильсбибург) —  «Динамо» (Краснодар)
12 января. 1:3 (25:27, 16:25, 26:24, 16:25).
17 января. 3:2 (15:25, 14:25, 25:21, 25:23, 15:13). «Золотой» сет — 14:16.

## Четвертьфинал
31.01-1.02/ 7-9.02.2012
 «Альянц Воллей» (Штутгарт) —  «Робур Тибони» (Урбино)
1 февраля. 0:3 (22:25, 21:25, 25:27).
8 февраля. 1:3 (25:23, 21:25, 14:25, 19:25).
 «БКС Алупроф» (Бельско-Бяла) —  «Ямамай» (Бусто-Арсицио)
31 января. 3:2 (26:24, 25:20, 19:25, 15:25, 15:7).
9 февраля. 1:3 (25:23, 17:25, 14:25, 19:25). «Золотой» сет — 13:15.
 «Галатасарай» (Стамбул) —  АЭК (Афины)
1 февраля. 3:0 (26:24, 25:14, 25:16).
8 февраля. 3:0 (25:10, 25:9, 25:20).
 «Динамо» (Краснодар) —  «СВС Пост» (Швехат)
1 февраля. 3:0 (25:20, 25:22, 25:22).
7 февраля. 3:0 (25:22, 25:21, 25:23).
В Челендж-раунде против победителей четвертьфинальных пар играют 4 команды, выбывшие из розыгрыша Лиги чемпионов после предварительного этапа —  «Црвена Звезда» (Белград),  «Томис» (Констанца),  «АСПТТ Мюлуз» (Мюлуз),  «Шверинер» (Шверин).

## Челлендж-раунд
21-23.02/ 28.02-1.03. 2012
 «Галатасарай» (Стамбул) —  «Црвена Звезда» (Белград)
21 февраля. 3:0 (25:14, 25:19, 25:16).
1 марта. 3:0 (25:20, 25:18, 25:20).
 «Томис» (Констанца) —  «Динамо» (Краснодар)
21 февраля. 3:2 (25:23, 24:26, 25:21, 22:25, 15:13).
1 марта. 3:1 (25:23, 25:18, 19:25, 25:22).
 «Робур Тибони» (Урбино) —  «АСПТТ Мюлуз» (Мюлуз)
22 февраля. 3:1 (25:18, 25:20, 18:25, 28:26).
28 февраля. 3:0 (25:20, 25:23, 25:20).
 «Ямамай» (Бусто-Арсицио) —  «Шверинер» (Шверин)
23 февраля. 3:2 (23:25, 25:16, 25:11, 22:25, 15:7).
28 февраля. 3:1 (25:20, 25:22, 23:25, 25:20).

## Полуфинал
13-14.03/ 17-18.03.2012
 «Томис» (Констанца) —  «Галатасарай» (Стамбул)
14 марта. 3:0 (25:23, 25:23, 25:21).
18 марта. 0:3 (23:25, 18:25, 19:25). «Золотой» сет — 11:15.
 «Ямамай» (Бусто-Арсицио) —  «Робур Тибони» (Урбино)
13 марта. 3:1 (20:25, 25:21, 25:21, 25:14).
17 марта. 3:0 (25:119 28:26, 25:20).

## Финал

### 1-й матч
| 28 марта 2012 | \| «Галатасарай» (Стамбул) \| 3:1 old.cev.eu \| «Ямамай» (Бусто-Арсицио) \| \| Элеонора Ло Бьянко (9) Марина Милетич (14) Нилай Конар (8) Наталья Ханикоглу (4) Росир Кальдерон (27) Сладжана Эрич (11) Фунда Билги (либеро) Селиме Ильясоглу (5) Дениз Четинсарач Айше-Гёкчен Денкель (2) \| Голы \| Франческа Маркон (9) Кристина Бауэр (12) Карли Ллойд (5) Флортье Мейнерс (9) Кьяра Далль’Ора (5) Анета Гавличкова (17) Джулия Леонарди (либеро) Сильвия Лотти Вероника Бисконти Гелена Гавелкова (5) Валерия Каракута Джулия Пизани (1) \| | Стамбул «Burhan Felek» Voleybol Salonu 3740 зрителей |
| Счёт по партиям — 25:16, 22:25, 25:23, 25:22. Время матча — 1 час 50 минут. Судьи: Игор Повразник, Синиша Исайлович.                                                                                        | | |
| «Галатасарай» (Стамбул) | 3:1 old.cev.eu | «Ямамай» (Бусто-Арсицио) |
| Элеонора Ло Бьянко (9) Марина Милетич (14) Нилай Конар (8) Наталья Ханикоглу (4) Росир Кальдерон (27) Сладжана Эрич (11) Фунда Билги (либеро) Селиме Ильясоглу (5) Дениз Четинсарач Айше-Гёкчен Денкель (2) | Голы | Франческа Маркон (9) Кристина Бауэр (12) Карли Ллойд (5) Флортье Мейнерс (9) Кьяра Далль’Ора (5) Анета Гавличкова (17) Джулия Леонарди (либеро) Сильвия Лотти Вероника Бисконти Гелена Гавелкова (5) Валерия Каракута Джулия Пизани (1) |

### 2-й матч
| 31 марта 2012 | \| «Ямамай» (Бусто-Арсицио) \| 3:1, з.с. 15:9 old.cev.eu \| «Галатасарай» (Стамбул) \| \| Франческа Маркон (10) Кристина Бауэр (9) Карли Ллойд (3) Флортье Мейнерс (19) Кьяра Далль’Ора (9) Анета Гавличкова (23) Джулия Леонарди (либеро) \| Голы \| Нилай Конар Наталья Ханикоглу (8) Росир Кальдерон (21) Сладжана Эрич (18) Элеонора Ло Бьянко (3) Марина Милетич (11) Фунда Билги (либеро) Дерья Джайирган (либеро) Селиме Ильясоглу (6) Айше-Гёкчен Денкель (3) \| | Бусто-Арсицио Арена «PalaYamamay» 5000 зрителей |
| Счёт по партиям — 25:19, 25:13, 23:25, 25:23, «золотой» сет — 15:9. Время матча — 1 час 44 минуты + 13 минут. Судьи: Мартин Гудик, Хуан Понт.    | | |
| «Ямамай» (Бусто-Арсицио) | 3:1, з.с. 15:9 old.cev.eu | «Галатасарай» (Стамбул) |
| Франческа Маркон (10) Кристина Бауэр (9) Карли Ллойд (3) Флортье Мейнерс (19) Кьяра Далль’Ора (9) Анета Гавличкова (23) Джулия Леонарди (либеро) | Голы | Нилай Конар Наталья Ханикоглу (8) Росир Кальдерон (21) Сладжана Эрич (18) Элеонора Ло Бьянко (3) Марина Милетич (11) Фунда Билги (либеро) Дерья Джайирган (либеро) Селиме Ильясоглу (6) Айше-Гёкчен Денкель (3) |

## Призёры
«Ямамай» (Бусто-Арсицио): Карли Ллойд, Анета Гавличкова, Кьяра Далль’Ора, Джулия Леонарди, Франческа Маркон, Кристина Бауэр, Флортье Мейнерс, Сильвия Лотти, Валерия Каракута, Гелена Гавелкова, Джулия Пизани, Вероника Бисконти. Главный тренер — Карло Паризи.
  «Галатасарай» (Стамбул): Сладжана Эрич, Марина Милетич, Фунда Билги, Дерья Джайирган, Наталья Ханикоглу, Нилай Конар, Дениз Четинсарач, Гамзе Кылыч, Росир Кальдерон Диас, Селиме Ильясоглу, Элеонора Ло Бьянко, Айше-Гёкчен Денкель. Главный тренер — Драган Нешич.